# Lake Placid
Lake Placid (englisch placid (Adj.) „gelassen“, „still“) ist ein kleiner Wintersportort in den Adirondack Mountains im Essex County des Bundesstaats New York. Lake Placid war 1932 und 1980 Austragungsort der Olympischen Winterspiele.
Das U.S. Census Bureau hat bei der Volkszählung 2020 eine Einwohnerzahl von 2205 ermittelt.

## Lage
Lake Placid ist Teil von North Elba, dem ursprünglichen Namen des Siedlungsgebietes.
Im Gebiet von Lake Placid liegen zwei Seen: der gleichnamige See Lake Placid sowie der Mirror Lake. Lake Placid liegt in der High-Peaks-Region des Adirondack-Gebirges. Große Teile dieser Bergregion wurden bereits 1892 unter Naturschutz gestellt. Der Adirondack Park ist das größte Naturreservat der USA außerhalb Alaskas und belegt etwa ein Fünftel der Fläche von New York State.

## Tourismus

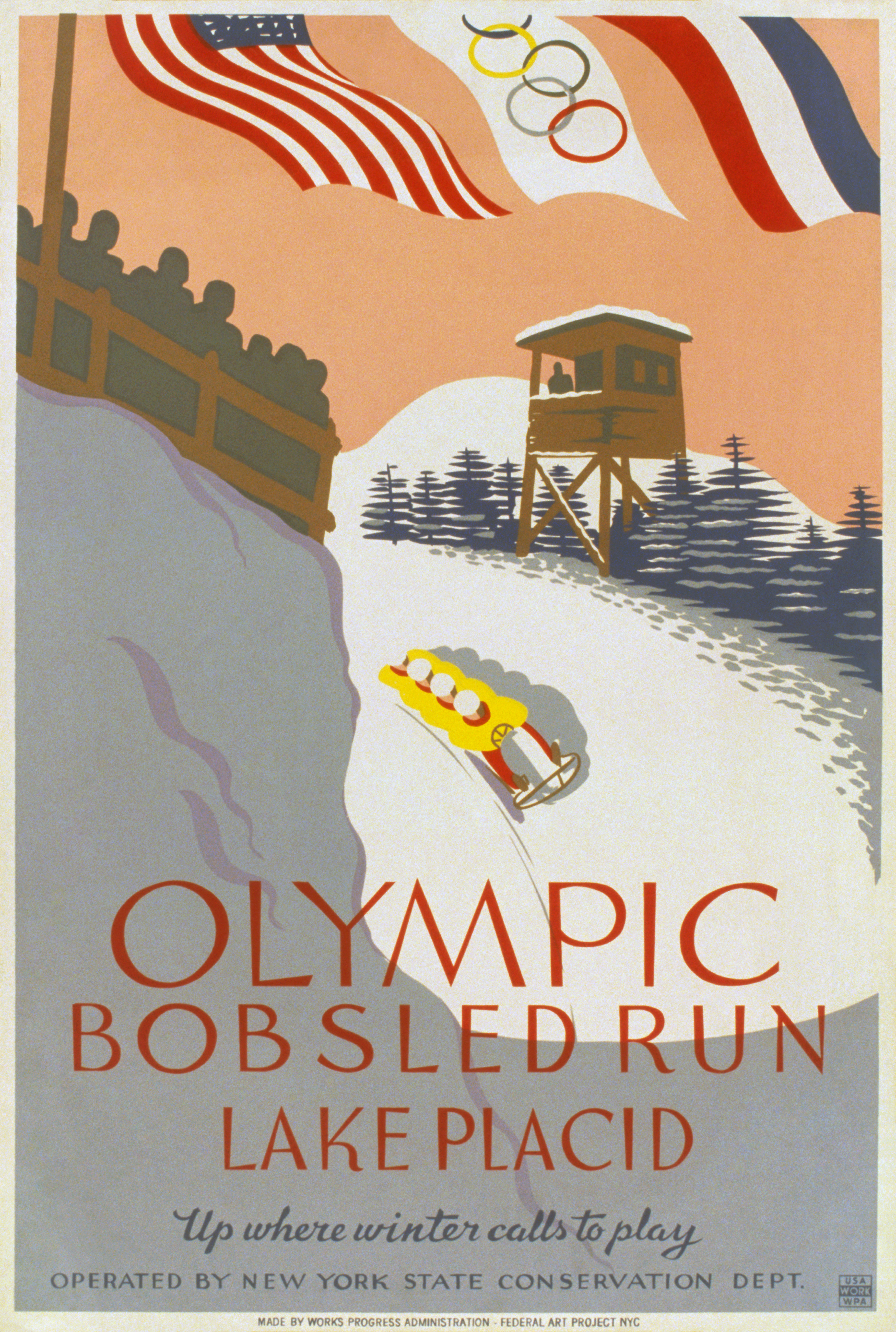
Plakat der Olympischen Winterspiele 1932

Lake Placid ist ein Ganzjahres-Resort mit einer Vielzahl von sportlichen Betätigungsmöglichkeiten. Die Olympischen Einrichtungen werden ganzjährig touristisch genutzt und das den Ort umgebende Adirondack-Gebirge bietet hervorragende Wandermöglichkeiten. Die beiden Seen sowie der Ausable River können zum Kanufahren genutzt werden.
Touristische Hauptsaison ist der Winter, wenn alle olympischen Einrichtungen genutzt werden können:
- Langlaufzentrum am Mount Van Hoevenberg
- Alpiner Skilauf am Whiteface Mountain
- Eislaufen auf dem 400-m-Speed-Skate-Track im Stadtzentrum
- Bobbahn
- MacKenzie Intervale Ski Jumping Complex
- Jack Shea Arena

Hier findet seit 1999 jährlich im Juli mit dem Ironman USA ein Triathlon-Wettbewerb über die Langdistanz (3,86 km Schwimmen, 180,2 km Radfahren, 42,195 km Laufen) statt.

## Olympische Winterspiele
Die Olympischen Winterspiele 1932 und 1980 wurden hier ausgetragen. Zusammen mit St. Moritz in der Schweiz und Innsbruck in Österreich ist Lake Placid einer von drei Orten, die zweimal die Olympischen Winterspiele ausrichteten.
2004 kam der Film Miracle – Das Wunder von Lake Placid in die Kinos, der eines der Großereignisse der Olympischen Spiele aus Sicht der gastgebenden Nation – den Gewinn der Goldmedaille 1980 im Eishockey durch das Team der USA gegen das Team der UdSSR – zum Thema hat.

## Persönlichkeiten
- John Brown (1800–1859), Gegner der Sklaverei
- Melvil Dewey (1851–1931), Erfinder der Dewey Decimal Classification im Bibliothekswesen
- Paul Stevens (1889–1949), Bobfahrer
- Hubert Stevens (1890–1950), Bobfahrer
- Curtis Stevens (1898–1979), Bobfahrer
- Francis Tyler (1904–1956), Bobfahrer
- Kate Smith (1907–1986), Sängerin
- John Amos „Jack“ Shea (1910–2002), Eisschnellläufer, Doppel-Olympiasieger 1932
- James Bickford (1912–1989), Bobfahrer
- Stanley Benham (1913–1970), Bobfahrer
- Frederick Fortune (1921–1994), Bobfahrer
- James Edmund „Jim“ Shea senior (* 1938), Skilangläufer und Nordischer Kombinierer
- Phil Duprey (* 1944), Bobfahrer
- Jay Rand (* 1950), Skispringer
- Eric Heiden (* 1958), Eisschnellläufer
- James Edmound „Jimmy“ Shea jr. (* 1968), Skeleton-Olympiasieger 2002
- Lana Del Rey (* 1985), Sängerin
- Andrew Weibrecht (* 1986), Skirennläufer
- Nina Lussi (* 1994), Skisportlerin
- Tate Frantz (* 2005), Skispringer